# دوك والاس
دوك والاس (بالإنجليزية: Doc Wallace)‏ هو لاعب كرة قاعدة أمريكي، ولد في 30 سبتمبر 1893 في تشرتش هيل في الولايات المتحدة، وتوفي في 31 ديسمبر 1963 في Haverford, Pennsylvania ‏ في الولايات المتحدة.